# (13212) Jayleno
(13212) Jayleno ist ein Asteroid des Hauptgürtels, der am 3. Mai 1997 vom belgischen Astronomen Eric Walter Elst am La-Silla-Observatorium (IAU-Code 809) der Europäischen Südsternwarte in Chile entdeckt wurde.
Der Asteroid wurde am 9. März 2001 nach dem US-amerikanischen Komiker und Fernsehmoderator Jay Leno (* 1950) benannt, der ab 1992 mit The Tonight Show die älteste existierende Late Night Show der Welt moderierte.